# Тријажа
У медицини, тријажа је процес којим пружаоци неге као што су медицински радници и они са знањем прве помоћи одређују редослед приоритета за пружање лечења повређеним особама и/или обавештавају о рационирању ограничених залиха тако да иду онима који од тога могу имати највише користи. На тријажу се обично ослања када има више повређених појединаца него доступних пружалаца неге (познато као инцидент са масовним жртвама), или када има више повређених појединаца него залиха за њихово лечење.
Методологије тријаже варирају у зависности од институције, места и земље, али имају исте универзалне основне концепте. У већини случајева, процес тријаже поставља највише повређених и најспособнијих за помоћ као први приоритет, а најсмртоносније повређене као последњи приоритет (осим у случају реверзне тријаже). Системи тријаже се драматично разликују на основу различитих фактора и могу да прате специфичне, мерљиве метрике, као што су системи за бодовање трауме, или могу бити засновани на медицинском мишљењу пружаоца услуга. Тријажа је несавршена пракса и може бити углавном субјективна, посебно када се заснива на општем мишљењу, а не на резултату. То је зато што тријажа треба да уравнотежи вишеструке и понекад контрадикторне циљеве истовремено, од којих је већина фундаментална за личност: вероватноћа смрти, ефикасност лечења, преостали животни век пацијената, етика и религија.